# Tamara Criucioc
Tamara Criucioc (în rusă Тамара Яковлевна Кручок, transliterat: Tamara Iakovlevna Kruciok; n. 15 august 1897, Rașcov, Ținutul Olgopol, Gubernia Podolia, Imperiul Rus – d. 5 decembrie 1921, Tighina, România) a fost o revoluționară comunistă din Basarabia.

## Biografie
Criucioc s-a născut în Rașcov, Stînga Nistrului, într-o familie de evrei, iar ulterior s-a mutat la Chișinău, unde a absolvit 3 clase în cadrul școlii evreiești profesionale de fete. Sub influența unor colegi mai mari, ea s-a dedicat activității revoluționare, iar în 1916 făcea deja parte din cercurile comuniste din Răzeni și Mileștii Mici. După revoluția din Februarie, s-a înscris în Partidul Bolșevic, iar după unirea Basarabiei cu România a intrat în mișcarea comunistă locală, militând pentru desprinderea de România și unirea cu Rusia bolșevică. 
În primăvara anului 1919, Tamara Criucioc a fost arestată de autoritățile române și, în "procesul celor 108", a fost condamnată la 10 ani de muncă silnică. A fost eliberată din arest în iarna anului 1920 și a continuat să participe la mișcarea comunistă clandestină locală, fiind arestată din nou în august 1920, la Chișinău. Ea s-a bucurat de respectul prizonierilor politici și a fost aleasă în troica de conducere a comuniștilor din închisoare. Incapabil să reziste bătăilor și torturii, prizonierul politic sub porecla „Chirilov” i-a numit pe cei din troică: Tamara Criucioc, Boris Șihtman, Yoilik Kogan. În noaptea de 4 spre 5 decembrie, cei 3, alături de bătrânul comunist Dvoskin, au fost duși de Siguranța Statului în cimitirul ortodox Tighina și împușcați, fiind îngropați într-o groapă comună. Ziua următoare, pentru a ascunde urmele crimei, autoritățile române au lansat mitul că 4 contrabandiști sovietici au fost uciși pe Nistru, unde au încercat să treacă ilegal granița.

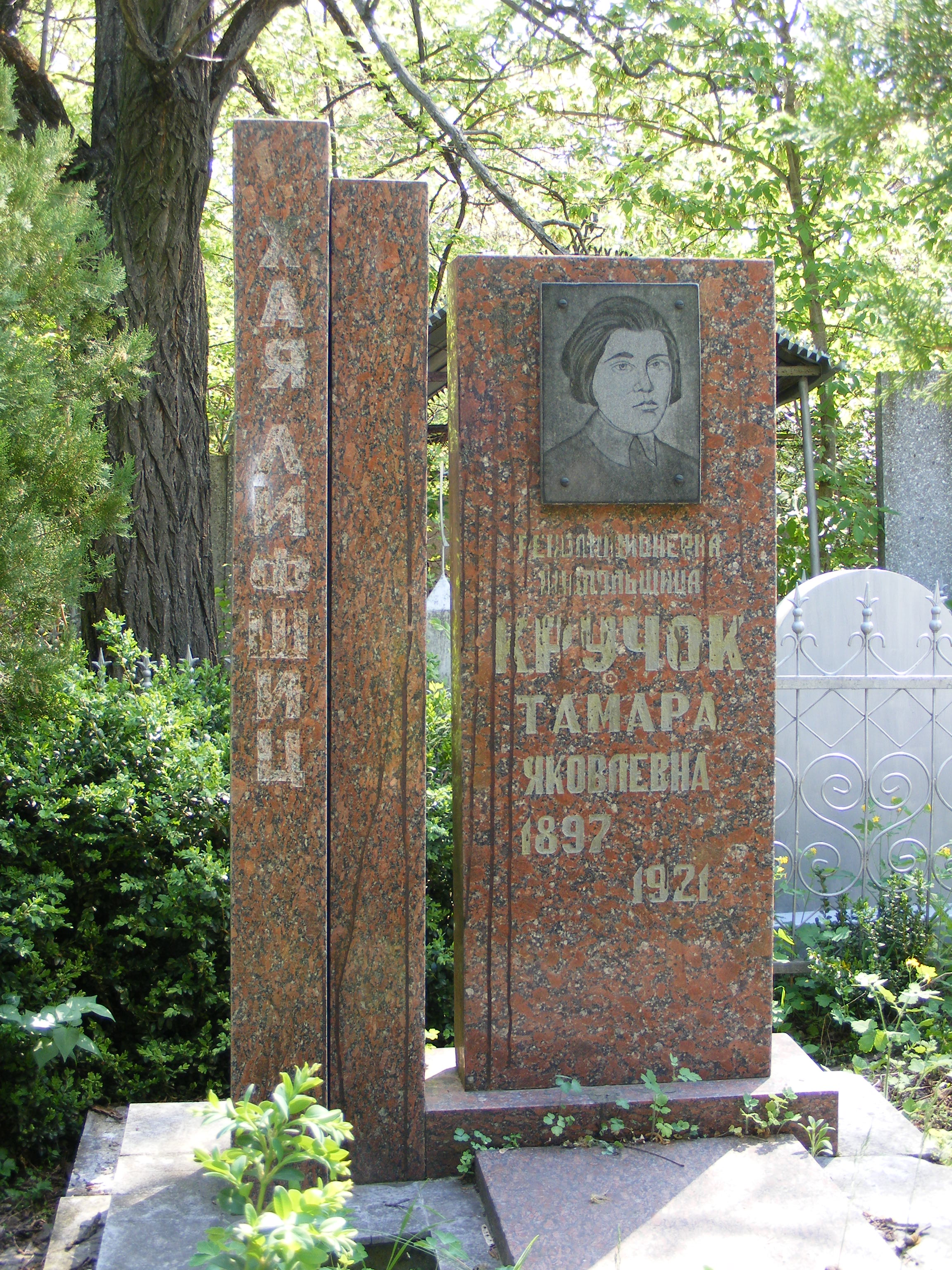
Monument sovietic dedicat revoluționarelor comuniste Haia Lifșiț (stânga) și Tamara Criucioc (dreapta), în cimitirul evreiesc din Tighina

În Tighina există o stradă ce îi poartă numele, precum și un bust al acesteia. De asemenea, în cimitirul evreiesc din oraș, mai există un monument dedicat Tamarei Criucioc.